# Wakacje i prezenty
Wakacje i prezenty – szósty album studyjny polskiego zespołu Hurt. Wydawnictwo ukazało się 30 października 2009 roku nakładem wytwórni muzycznej My Music. Gościnnie na płycie zaśpiewali Jakub Kawalec (happysad), Czesław Mozil wraz z zespołem Czesław Śpiewa, Sidney Polak i Agrest (Los Pierdols).

## Lista utworów
1. "Nowe numery" (śpiewa Kuba Kawalec) – 2:42
2. "Jesteś mały" (gościnnie Sidney Polak) – 3:11
3. "Mechaniczne schody jadą w górę" – 4:42
4. "Lipstick On the Glass" (cover Maanamu) – 3:00
5. "Statek kosmiczny miłość" – 4:07
6. "Chodzę sobie nienormalny" – 3:44
7. "Biegiem na skos" – 3:25
8. "Makowa panienka" – 3:51
9. "Nie tylko na pewno" (cover Blur) – 2:20
10. "Gumka babalumka" (cover T.Love) – 4:05
11. "Całkowita likwidacja systemu jedyną drogą do miłości" (duet z Agrestem) – 4:25
12. "Czesław śpiewa serki diatetyczne" – 5:26
13. ukryta ścieżka (ang. hidden track) – 10:14